# West Lavington (West Sussex)
West Lavington – wieś w Anglii, w hrabstwie West Sussex, w dystrykcie Chichester. Leży 16 km na północ od miasta Chichester i 73 km na południowy zachód od Londynu. W 2001 miejscowość liczyła 298 mieszkańców.